# بني وكيل (ملج الويدان)
بني وكيل هي إحدى مشيخات المملكة المغربية، تتبع جغرافيا لإقليم تاوريرت وإداريًا لملج الويدان. يقدر عدد سكانها بـ 16334 نسمة حسب الإحصاء الرسمي للسكان والسكنى لسنة 2004.